# Filipinas en los Juegos Olímpicos de Río de Janeiro 2016
Filipinas participa en los Juegos Olímpicos de 2016 en Río de Janeiro, Brasil, del 5 al 21 de agosto de 2016.
El tenista de mesa Ian Lariba fue el abanderado durante la ceremonia de apertura.

## Medallero
| Medalla          | Nombre       | Deporte      | Evento          | Fecha       |
| ---------------- | ------------ | ------------ | --------------- | ----------- |
| Medalla de plata | Hidilyn Diaz | Halterofilia | –53 kg femenino | 7 de agosto |

### Natación
| Atleta        | Evento      | Preliminares | Preliminares | Semifinales | Semifinales | Final     | Final     |
| Atleta        | Evento      | Tiempo       | Pos.         | Tiempo      | Pos.        | Tiempo    | Pos.      |
| ------------- | ----------- | ------------ | ------------ | ----------- | ----------- | --------- | --------- |
| Jessie Lacuna | 400 m libre | 4:01,70      | 46.º         | —           | —           | No avanzó | No avanzó |